# Les Charlots
Pour les articles homonymes, voir Charlot (homonymie).
Les Charlots sont un groupe de musique humoristique français, formé en 1966 par reconversion du groupe de rock Les Problèmes (1965), et composé principalement de Gérard Rinaldi, Gérard Filippelli, Jean Sarrus, Jean-Guy Fechner, Luis Rego et Richard Bonnot.
Évoluant dans un style comique et parodique, ils doivent leur renommée d'abord à leurs chansons, puis aux films dont ils sont les vedettes dans les années 1970, notamment Les Bidasses en folie (1971), Les Fous du stade (1972), Le Grand Bazar (1973) et Les Charlots contre Dracula (1980).
Leur nom fait indirectement référence à Charlot, nom français du personnage du vagabond interprété par Charlie Chaplin, origine du terme argotique « charlot » (individu peu sérieux).

## Biographie

### Des Problèmes aux Charlots

#### Rencontres et premiers groupes

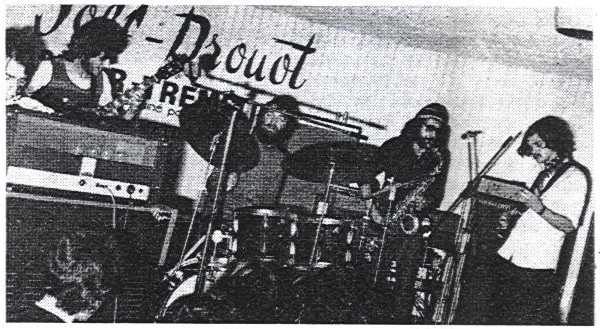
Un concert au Golf-Drouot, en 1971. Les premiers groupes de Jean Sarrus se font et se défont dans ce Temple du rock situé à Paris.

Au début des années 1960, Jean Sarrus est le guitariste d'un groupe de rock 'n' roll nommé Les Spectres, créé entre cancres d'un collège de Nanterre. Ils tentent de se faire une place au Golf-Drouot, temple du rock en France, mais se heurtent à l'arrivée à Paris de groupes anglais, impossible à concurrencer sur leur propre terrain, à l'époque de Cliff Richard and The Shadows et des Beatles. Ce contact leur permet au moins de s'améliorer et de puiser les modes à leur source. Ils traînent dans le fast-food Wimpy face à la sortie du métro Richelieu-Drouot, point de rencontre de tous les musiciens rock de la capitale, croisant ainsi tous les groupes français et anglais, célèbres ou en devenir. Ne pouvant pas faire le poids contre les Anglais, les Spectres font des galas en province et plusieurs voyages en Espagne. Jean-Jacques Vuilermin, ami qui leur fait office d'imprésario, les renomme Les Rebelles, pour écouler un stock d'affiches et de disques d'un précédent groupe. Avec le départ du bassiste pour le service militaire, Sarrus prend en main la guitare basse. Les Rebelles obtiennent à l'été 1963 une tournée à travers la France avec le cirque Amar. Ils doivent aussi accompagner aussi Vince Taylor, jusqu'à ce que le chanteur britannique, malade, annule les galas après les répétitions.
À l'hiver 1963, alors que les Rebelles ont su se mesurer aux Anglais, l'arrivée de groupes américains à Paris, aussitôt signés par Eddie Barclay, est un nouveau coup dur : Rocky Roberts révolutionne le rock en intégrant cuivres et clavier dans sa formation. Les Rebelles s'adaptent à ce nouveau style au plus vite. L'un des membres, Rachid Houari, associe au groupe son frère Mam, joueur de saxophone alto, pour accéder à cette sonorité rhythm and blues jazzy. Pour le saxophone ténor, Mam Houari amène son ami Gérard Rinaldi, lycéen préparant son bac et souhaitant devenir journaliste ou pilote de ligne,. Sarrus est marqué par ce jeune homme plus mature, à la voix timbrée et l'allure soignée.

« J'ai rencontré [Jean Sarrus] à l'époque où j'étais en classe de philo au lycée Charlemagne. Je faisais du jazz avec des amis du lycée et au cours d'un de nos bœufs, j'ai fait la connaissance d'un saxophoniste qui était à mes yeux quelqu'un d'extrêmement compétent. Il savait lire la musique, alors que moi, je jouais à l'oreille. Il était capable de jouer des morceaux incroyables de Charlie Parker. Il m'en avait foutu plein la vue. Et un jour, il m'a dit que son frère jouait dans un groupe yéyé. Il m'a proposé d'aller jouer un soir avec eux, et de gagner 50 balles. Moi qui n'avait jamais eu d'argent de poche, je me suis dit pourquoi pas. Je suis donc allé rencontrer pour la première fois de ma vie un groupe de guitaristes. C'est un monde que je ne connaissais pas du tout. Et celui qui jouait de la basse, c'était Jean Sarrus. On est en 1963, j'ai 20 ans, et il en a 17. Et c'est une histoire qui dure, puisque aujourd'hui, nous travaillons encore ensemble. »

— Gérard Rinaldi, 2011.

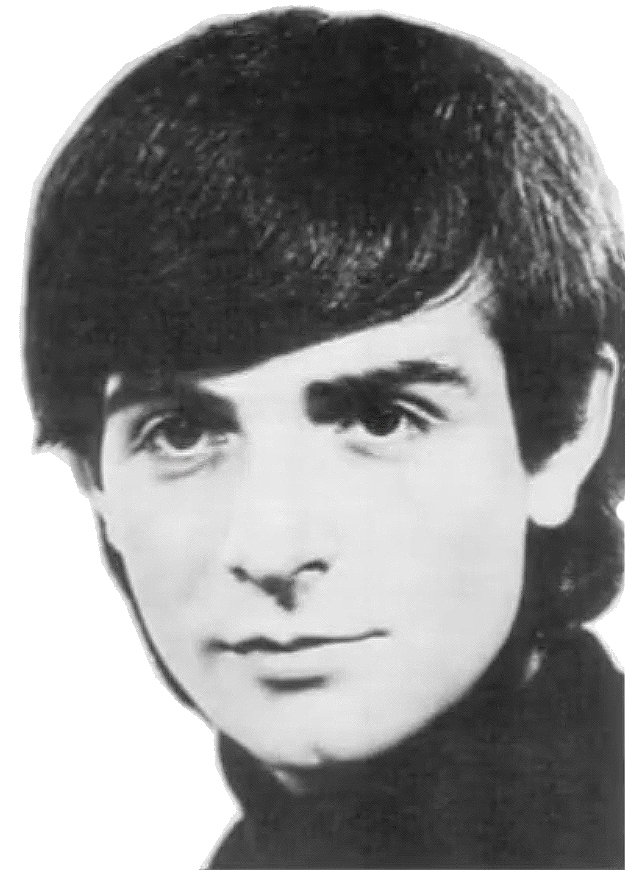
Gérard Rinaldi laisse de côté ses études pour la musique avec Sarrus.

Après plusieurs mois de rares galas dans cette nouvelle configuration, Les Rebelles assurent à l'été 1964 les intermèdes musicaux dans l'émission Intervilles. Rinaldi se blesse dans un grave accident de la route en rentrant seul à Paris pour rallier ses épreuves du baccalauréat, qu'il manque ; il revient tout de même pour le dernier jour de la tournée. Les Rebelles accompagnent ensuite le chanteur Pascal Danel pour des galas aux gradins clairsemés sur la côte d'Azur. Début juillet, ils y rencontrent Dick Rivers qui, lâché par ses musiciens anglais indisciplinés, les engage pour les remplacer, pour une tournée en France et en Belgique jusqu'à fin août, laissant de côté Danel. Dick Rivers reprend ensuite ce groupe anglais qui lui avait causé du tort mais garde auprès de lui Gérard Rinaldi pour l'accompagner au saxophone et encadrer ces musiciens revêches,. Faute de travail, le groupe est mis en pause. Rachid Houari rejoint l'équipe de France Gall. Grâce à Jean-Jacques Vuilermin, Sarrus intègre un groupe de reprises des Rolling Stones (avec Jacques Dautriche pour chanteur), tout en travaillant à côté. Lors d'un gala à Mulhouse, ils croisent Dick Rivers et Rinaldi encore plantés par leurs ingérables Anglais et jouent tous ensemble un mélange de leurs répertoires.
Quelque temps après la fin des galas avec Dick Rivers, Gérard Rinaldi est appelé pour le service militaire, en Allemagne. Sortant de scène au Golf-Drouot, Sarrus sympathise avec Christian Fechner, jeune Agenais un peu mods souhaitant diriger un groupe. Dans une ambiance délirante, Fechner leur suggère de prendre pour nom Les Tarés ; il tente de monter une série de galas. À la même période, le groupe est approché pour accompagner Ronnie Bird durant deux mois dans les tournées Johnny Stark et choisit plutôt cette option. Sarrus remodèle le groupe en reprenant Rachid Houari des Rebelles. Les Tarés suivent ainsi Ronnie Bird en tournée d'hiver, en première partie de Hugues Aufray et Françoise Hardy, en commençant par l'Olympia,. Rinaldi parvient à se faire réformer au bout de trois mois. En pleine ascension, Ronnie Bird se sépare des Tarés pour de véritables musiciens britanniques, dans un souci d'authenticité.

#### Les Problèmes

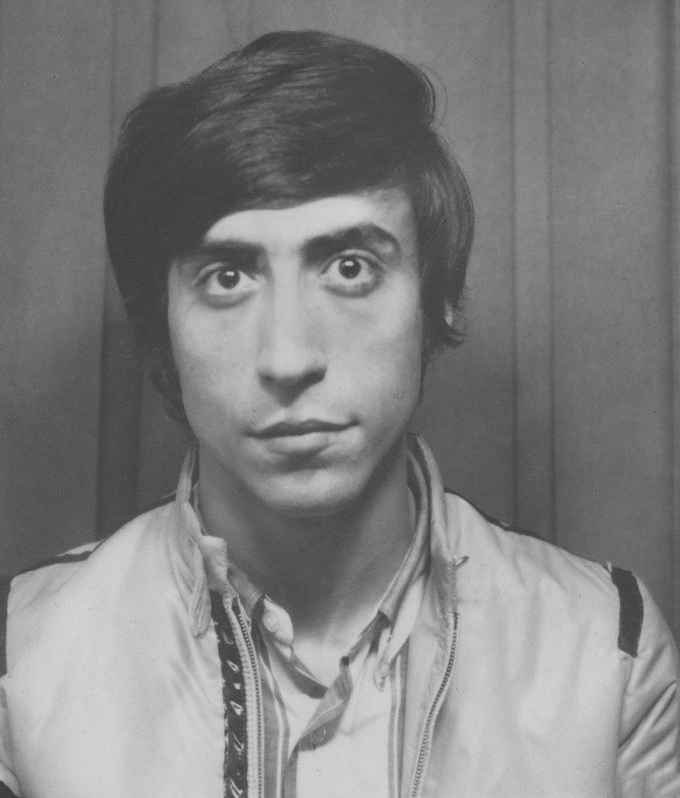
Fondant un nouveau groupe, Jean Sarrus et Gérard Rinaldi dénichent dans un magasin de musique Luis Rego (ici en 1967).

Les Rebelles avaient passé une audition chez Philips avec Gérard Rinaldi comme chanteur, sans succès, notamment parce qu'ils n'avaient pas de chansons. Charismatique, Rinaldi a toujours amusé la bande avec ses imitations de vieux acteurs ou de crooners. Désormais sans engagements, Rinaldi et Jean Sarrus décident de refonder un groupe, en tirant profit de la voix du premier en plus de son talent au saxophone. Les musiciens de leurs précédents groupes sont déjà pris ailleurs. Dans un magasin de musique à Pigalle, le vendeur, Luis Rego, se propose pour la guitare et leur présente un batteur, Donald Rieubon, et un organiste, prénommé Albert,. Ce dernier, issu d'un milieu aisé, leur permet d'animer avec sa sœur quelques rallyes mondains dans les quartiers huppés,.
À partir de juin 1965, le groupe décroche un contrat pour l'été dans une boîte de nuit de la côte normande, rencontrant un beau succès. Ils chantent The Beatles, Bob Dylan, The Animals, tous les tubes anglais du moment et quelques compositions en français. Sur cette nouvelle formation, Sarrus raconte : « Gérard est l'élément modérateur, un sorte de force tranquille qui rend d'autant plus surprenants les grands coups de folie dont il est capable. Luis est un peu notre Paul McCartney, exigeant dans les répéts et têtu dans les discussions. Il possède l'humour et le recul que donne une bonne connaissance ses deux cultures, portugaise et française, dont il possède déjà parfaitement la langue. Donald, le plus jeune, est le chien fou. Durant la saison, il fait des progrès considérables à la batterie. Je navigue au milieu, je suis plutôt le « pusher », celui qui entraîne les autres dans la bagarre, avec plus ou moins de bonheur ». Rinaldi et Rego chantent en alternance. À la fin de la saison, l'organiste Albert, au comportement exécrable, est écarté,.
Reprenant le style de Bob Dylan, la bande se lance dans les chansons engagées folk rock. L'identification avec la jeunesse révoltée outre-Atlantique est immédiate puisque ce sont tous des jeunes de familles pauvres, des banlieusards de Puteaux et Bagnolet, et un immigré venu de Lisbonne pour fuir la conscription dans la guerre en Angola. Luis Rego trouve pour nom Les Problèmes, collant au thème et aisément traduisible en anglais. Christian Fechner, devenu directeur artistique chez Vogue, cherchant à créer « les Rolling Stones français », voit l'occasion d'enfin travailler avec Sarrus,.

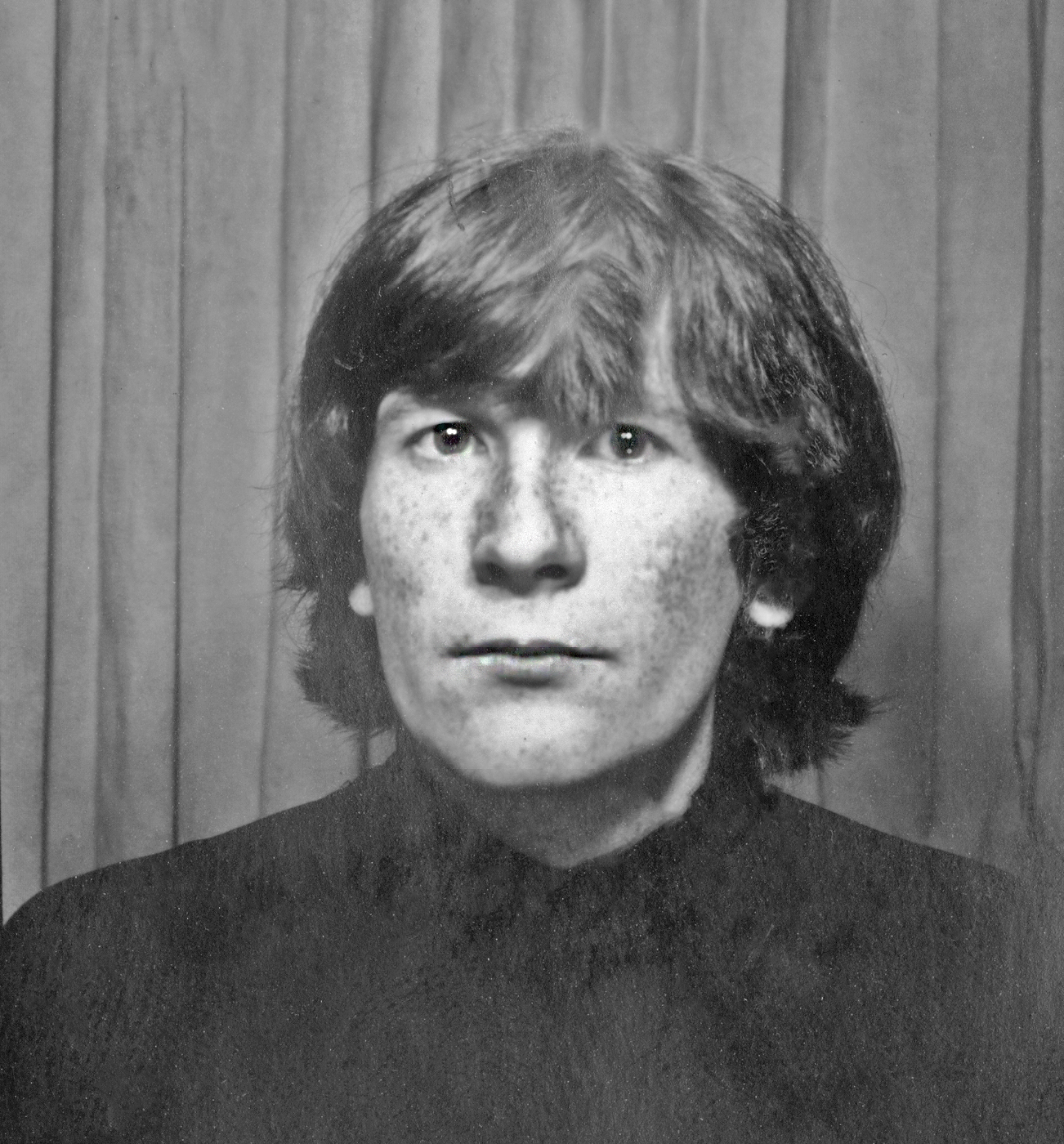
Gérard Filippelli dit Phil (ici en 1967) est emprunté à un autre groupe.

Lors de répétitions dans les sous-sol du cinéma Le Grand Rex, Les Problèmes rencontrent Gérard Filippelli, dit Phil, qui dans l'un de ses groupes s'amuse à éteindre les lumières pour cacher que son chanteur chante faux ; ils invitent ce guitariste lunaire à les rejoindre le temps de l'enregistrement de leur premier album. Vogue leur permet en effet de sortir leur premier disque, enregistré en décembre 1965 au studio Davout. Cet EP comporte quatre titres, dont un de Rinaldi, un de Rego, et deux adaptations de titres anglais par Fechner et son collaborateur Germinal Tenas,,,. Luis est à la guitare rythmique et Phil à la guitare solo. Le groupe signe avec Vogue aveuglément un contrat très désavantageux, de quelques pourcentages partagés en cinq, pour cinq ans. Gérard Perrier, ami d'enfance de Sarrus, les aide à composer certains morceaux. Les Problèmes font leur première télévision dans un Discorama de Denise Glaser le 30 janvier 1966,.
Fechner voit en Les Problèmes les accompagnateurs idéaux pour son poulain Antoine, étudiant beatnik livrant des textes contestataires, dont les musiques restent à enrichir,. Le groupe retravaille ses chansons en les rendant plus rock 'n' roll et un premier album, Les Élucubrations d'Antoine, est enregistré en un jour fin 1965, aux studios Vogue. En février 1966, Les Problèmes partent au Portugal jouer lors du carnaval de Lisbonne, dont Luis Rego leur parlait avec envie. Dès le poste-frontière, ce dernier est arrêté en tant que déserteur,,. Loin de la France, limités par des lignes de communications archaïques, ils ne peuvent empêcher son emprisonnement, dans un pays encore gouverné par le dictateur Salazar,. De plus, Luis vit à Paris chez un artiste considéré comme un opposant au régime. Amputé d'un guitariste-chanteur, obligeant Phil à mettre les bouchées doubles à la guitrare, le groupe connaît malgré cela un joli succès au Monumental, avec d'autres vedettes internationales, et dans un club, où ils mettent la jeunesse étudiante de leur côté en évoquant le sort de leur ami. Surveillés et menacés par la police politique, Les Problèmes sont contraints de quitter le pays, sans Luis, au bout d'un mois,..

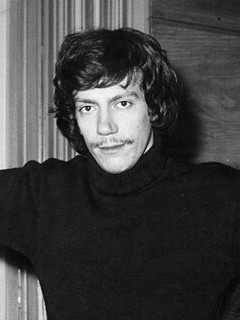
Les Problèmes deviennent connus en accompagnant Antoine (ici en 1964).

Au retour à Paris, ils apprennent le carton de l'album d'Antoine et sa chanson-titre : ils sont ainsi prévu à l'Olympia au printemps puis pour une tournée d'été,. Luis est remplacé par Jacques Dautriche, l'ancien chanteur des Tarés,. Après des années de galère, de manque de propositions et de galas fauchés, ils accèdent enfin à un début de stabilité financière. Grâce à plusieurs télévisions avec Antoine, Les Problèmes deviennent demandés. Ils accompagnent aussi en studio tous les musiciens de l'écurie Fechner chez Vogue. Ils enregistrent deux nouveaux Super 45 tours des Problèmes, dont une protest song intitulée Ballade à Luis Rego, prisonnier politique. L'incarcération de Rego intéresse les médias de jeunes, au grand dam de la diplomatie portugaise,. Le groupe multiplie les galas, seul ou avec Antoine, assurant sans lui la première partie sur leurs titres puis l'accompagnant en vedette le reste du concert,. 

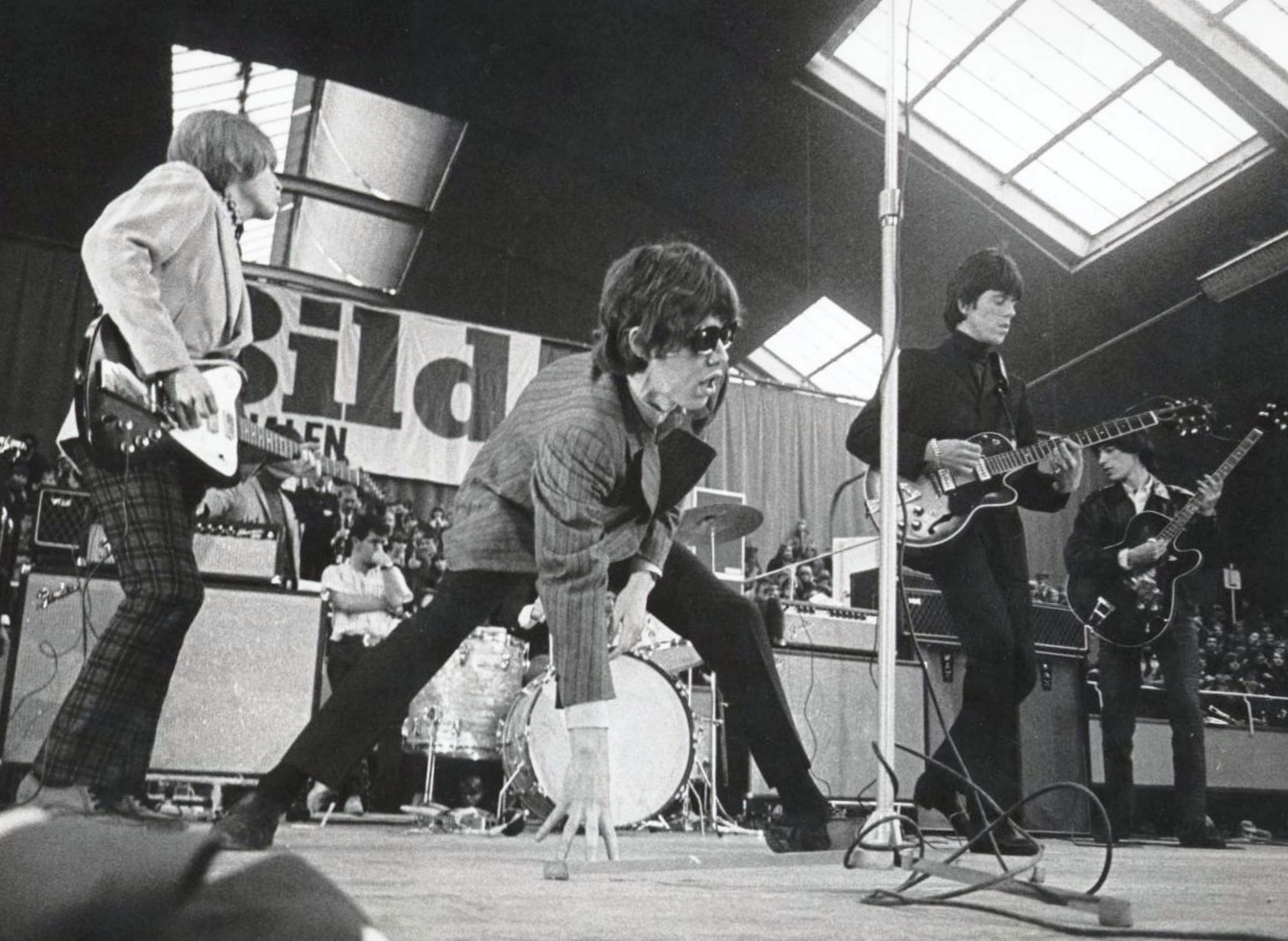
Les Problèmes font la première partie des Rolling Stones en 1966.

Les Problèmes font avec Antoine pendant six concerts à Marseille et Lyon la première partie des Rolling Stones et osent même jouer Satisfaction avant eux, provoquant l'ire de Mick Jagger,,,. Ils demeurent l'un des deux groupes français à avoir eu ce privilège, avec Téléphone en 1982,.
En avril 1966 paraît un deuxième album avec Antoine, Antoine rencontre Les Problèmes, contenant seulement deux titres du chanteur — Contre-élucubrations problématiques et Je dis ce que je pense, je vis comme je veux — contre onze autres des Problèmes. Seules fonctionnent à la radio les Contre-élucubrations, réponse à Cheveux longs et idées courtes de Johnny Hallyday, elle-même répartie des Élucubrations. À l'Olympia, le public réagit à la Ballade à Luis Rego en scandant « Salazar, assassin ! » ; un soir, le consul du Portugal est même dans la salle,. Luis vient alors d'être libéré, après deux mois et demi de détention. ; par téléphone, le groupe l'informe de leur nouvelle situation et lui enjoint de rentrer en France. Deux jours plus tard, à l'Olympia, après la Ballade, le groupe annonce sa libération, révèle sa présence et l'invite à chanter : d'abord pétrifié, Luis Rego, émacié et le crâne rasé, attaque un tonitruant I'm Down des Beatles (qui était dans leur tour de chant de l'été dernier), devant une salle déchaînée. Luis retrouvant sa place, Jacques Dautriche devient leur road manager pour rester auprès d'eux.
En pleine rivalité entre Antoine et Johnny Hallyday par chansons interposées, les concerts des Problèmes subissent les assauts des fans de l'autre camp, jets de tomates et autres projectiles, menaces de couper leurs cheveux longs, voire bagarres,. Il y a également dans le public des affrontements entre pro et anti-Antoine. De rares dates virent à l'émeute, certains hôtels refusent de les accueillir. Donald Rieubon est appelé au service militaire et sa demande de sursis, pour les concerts, n'est pas acceptée : il déserte sciemment pour continuer de jouer avec la bande. Durant l'été, un concert dans un dancing d'Anghione, en Corse, tourne à la rixe : un mouvement de foule dégénère en violente bagarre générale, Antoine et Christian Fechner s'enfuient par la fenêtre, Luis, Phil et Donald sont blessés (le batteur d'une fracture du crâne) et le groupe quitte l'île dès le lendemain sous escorte policière. Début septembre, Donald Rieubon se rend à la police, qui avait plusieurs fois tenté de l'intercepter au cours de la tournée,. Le batteur est remplacé par William Olivier ; son audition consiste surtout à déterminer s'il peut jouer correctement sous les insultes et les projectiles.

#### Les Charlots débarquent

Les Problèmes parodient une chanson d'Antoine pour une émission d'Europe 1.

Avant le départ pour la tournée d'été, lors d'un évènement promotionnel d'Antoine organisé par Europe 1 sur un bateau-mouche, Les Problèmes avaient fait les pitres, Gérard Rinaldi multipliant ses imitations fétiches. Ils ont poursuivi la nuit dans l'émission Dans le vent, où Antoine et Les Problèmes étaient invités à reprendre les chansons en tête du hit-parade du moment. Dans le même esprit rigolard, Les Problèmes se sont amusé à parodier Je dis ce que je pense et je vis comme je veux en Je dis n'importe quoi, je fais tout ce qu'on me dit, Rinaldi jouant le paysan ahuri en prenant un accent berrichon,,. Phil transforma ce morceau garage rock en une version bal musette avec un accordéon trouvé dans le studio, dévoilant au passage à ses amis ses talents insoupçonnés,. Inspiré par les fantaisistes Dupont et Pondu, Jean Sarrus lui lança un « Chauffe Marcel ! », popularisant l'expression deux ans avant Jacques Brel,. Christian Fechner demanda à Rinaldi de mettre par écrit cette improvisation.
Le directeur artistique leur fait enregistrer cette blague la veille de leur départ en tournée, pour l'éditer en 45 tours. Les Problèmes refusent cependant de sortir cette pochade sous leur nom, au risque de brouiller l'identité du groupe, jusqu'alors loin de ce style,. Sarrus trouve le nom Les Charlots,. Un « charlot » désignait alors dans le métier « un musicien un peu bidon ». Un disque signé Les Charlots sort ainsi sans leur nom ni leur photo,,. Alors que les Problèmes tournent avec Antoine, le titre Je dis n'importe quoi, je fais tout ce qu'on me dit passe en boucle sur les radios, avant ou après l'original, devenant un tube, tandis que les chansons des Problèmes ne sont jamais diffusées,,. À la suite de ce succès, Christian Fechner souhaite entièrement convertir le groupe en comiques,. Vogue l'empresse d'exploiter ce carton en créant un groupe à inviter dans les médias et à produire sur scène. Essuyant le refus des Problèmes de prolonger cette bêtise d'un soir, il propose l'affaire au groupe de son frère Jean-Guy Fechner, Les Chahuteurs, qui se divise sur ce changement de cap.

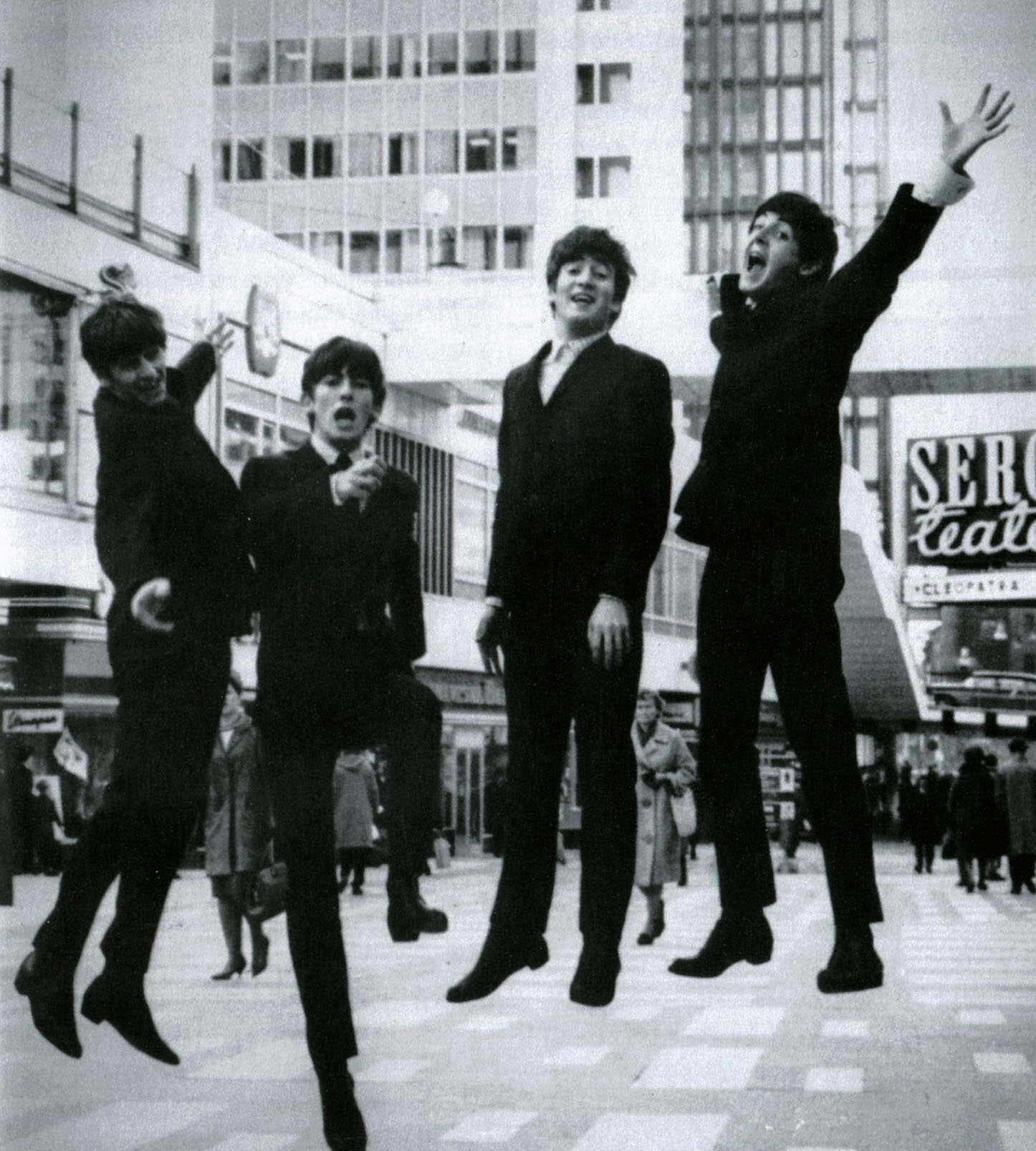
Inquiets à l'idée de devenir un groupe comique, Les Problèmes prennent exemple sur les Beatles, à la fois drôles et fins musiciens.

Après la tournée d'été et le départ de Donald, Les Problèmes sont prévus auprès d'Antoine pour une tournée au Québec et en Italie. Entretemps, avant un concert à Niederbronn-les-Bains, en Alsace, Gérard Rinaldi avoue au groupe qu'il préfèrerait persévérer avec Les Charlots, en lançant un deuxième disque cette fois-ci assumé, en estimant que Les Problèmes ne perceront jamais vraiment. Ils hésitent à se plonger pleinement dans cette veine comique, obligeant à abandonner la musique plus sérieuse des Problèmes. Jean s'oppose d'abord à ce choix. Luis évoque la mise en scène permanente des Beatles, « déconneurs » sur scène, à la télévision ou au cinéma (dans Quatre Garçons dans le vent et Help!) et à travers des chansons comme Yellow Submarine, capables de faire rire sans perdre de vue le rock de qualité,,. Il juge « pouvoir continuer Les Charlots tout en faisant une musique honorable ». Phil se laisse convaincre. Jean change finalement d'avis. Ils acceptent de continuer Les Problèmes pour la tournée internationale d'Antoine, le temps de lui monter un nouveau groupe d'accompagnateurs,.
Durant leur brève existence, Les Problèmes ont sortis sous leur nom trois EP et un album avec Antoine. Leur style folk rock et rhythm and blues tranchait avec la légèreté des yéyés du moment. Luis Rego apportait avec lui un certain aspect séditieux, proto-punk. C'était l'un des deux principaux groupes de Vogue, avec El Toro et les Cyclones. Ils ont ainsi enregistré avec pratiquement tous les artistes du label. Le prestigieux magazine américain Rolling Stone les a qualifié de « meilleurs musiciens français de studio ». Ils ont aussi assuré des premières parties de Chuck Berry,. En dehors de leur collaboration avec Antoine, Les Problèmes n'ont pas connu de succès à part entière. A posteriori, Rego explique que Rinaldi, quoique bon chanteur, ne s'épanouissait pas totalement dans le rock, préférant le jazz : « Il est venu avec nous dans les Problèmes parce que Sarrus l'a emmené dedans mais ce n’était pas son truc et quand on a commencé à cartonner avec les parodies, il nous a dit “vous faites ce que vous voulez mais c'est ça que je veux faire” »,.

### Création et débuts des Charlots

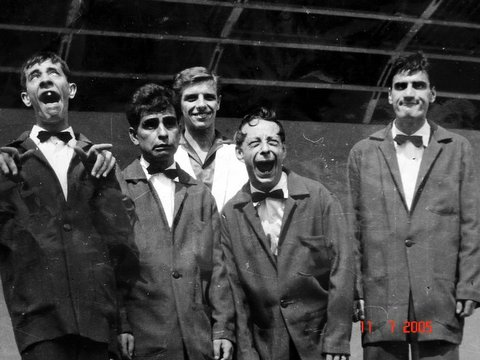
Le quintette italien Les Brutos, dont Aldo Maccione, inspirent aux Problèmes l'idée de se transformer en groupe comique.

Lors de la tournée au Québec, ils échangent des idées avec « les Brutos » d'Aldo Maccione et décident alors de devenir « Les Charlots » et de se spécialiser dans la musique humoristique. Ils sont motivés à prendre cette voie par les scopitones des Brutos et la mise en scène permanente des Beatles, comédiens sur scène, à la télévision et au cinéma.
William Olivier est remplacé par Jean-Guy Fechner, le frère de leur manager d'alors Christian Fechner.
Les Charlots assurent les premières parties de Johnny Hallyday à l'Olympia (1967) , ou encore Claude François (1968),.
Ils reprennent des chansons d'avant-guerre de café-concert (J'irai revoir ma Normandie, Le Sheik, La Trompette en bois, Il m'a vue nue, Cache ton piano), le répertoire de Boris Vian (On n'est pas là pour se faire engueuler), mais présentent aussi des chansons originales (Paulette la reine des paupiettes) ou des parodies « tubes » du moment : Les Plaies-bois d'après Les Play-Boys de Jacques Dutronc, plus tard Chagrin d'labour (Chagrin d'amour) en 1982, ou L'Apérobic en 1983. Leur répertoire comprend également des chansons grivoises comme Le Trou de mon quai, Histoire merveilleuse ou Ah ! viens ! en duo avec Nicole Croisille.
De 1968 à 1970, le groupe est régulièrement invité de l'émission télévisée Tous en scène de Pierre Desfons, Claude Ventura, Robert Bober et Maurice Dugowson, où ils interprètent des chansons comme Avec ma gueule de pauvre mec (parodie de Avec ma gueule de métèque de Georges Moustaki).
Ils vivent avenue des Champs-Élysées, dans le même immeuble qu'Antoine et Hervé Vilard, qui loge chez lui des danseuses du Lido.

### Cinéma: consécration et séparation
Philippe Clair lance leur carrière cinématographique avec La Grande Java en 1970 mais c'est avec Claude Zidi qu'ils connaissent leurs plus grands succès : Les Bidasses en folie (premier film du réalisateur), Les Fous du stade, Le Grand Bazar et Les Bidasses s'en vont en guerre. Leur humour s'exporte particulièrement bien à l'étranger (Inde et Sud-Est asiatique essentiellement). Craignant de rester associé au succès des Charlots, Luis Rego quitte officiellement le groupe en 1971 après Les Bidasses en folie. Il apparaît cependant dans certains de leurs films suivants. 
Rinaldi analyse en 2011 cette explosion soudaine de popularité : « Avant, il y avait cette espèce de « politique de longueur » sur les carrières des artistes. Tout cela s'est terminé au profit de l'« immédiateté ». Et nous avons participé, en quelque sorte, à ce changement. D'abord avec la musique, puis au cinéma, en causant la rupture d'une certaine tradition de films que l'on désigne aujourd'hui comme franchouillard. En fait, nous avons représenté le stéréotype même de ce que la jeunesse voulait être à cette époque ».
Par l'intermédiaire de leur attaché de presse André Bézu, ils rencontrent Louis de Funès avec lequel un film est envisagé, mais le projet est abandonné durant le tournage de Bons baisers de Hong Kong (à la place, de Funès tourne L'Aile ou la Cuisse avec un autre comique de la jeune génération, Coluche).
En 1976, les Charlots reçoivent un scénario de Bertrand Blier intitulé Charlots Charlottes, une occasion pour eux de s'orienter vers un registre plus dramatique. Ils en parlent à Christian Fechner qui, de son côté, n'a rien à leur proposer dans l'immédiat. Ne supportant pas que l'on puisse fomenter dans son dos, le producteur rachète le scénario à un prix fort et le jette à la poubelle, estimant être le seul à gérer la carrière et le succès des Charlots. Vexé par cet acte radical, Gérard Filippelli quitte le groupe. Jean-Guy Fechner préfère défendre son frère et quitte aussi le groupe. En 1977, Gérard Filippelli accepte de réintégrer les Charlots. Ceux-ci décident de continuer sous forme de trio et fondent Choucroute International Production, une société de production de films et de musique qui existera jusqu'en 1986. Ils effectuent un retour musical qui s'avère vite un triomphe, notamment avec Biguine au biniou, Chagrin d'labour et L'Apérobic. Cinq nouveaux films voient également le jour : Et vive la liberté ! (Serge Korber, 1978), Les Charlots en délire (Alain Basnier, 1979), Les Charlots contre Dracula (Jean-Pierre Desagnat, 1980), Le Retour des bidasses en folie (Michel Vocoret, 1983) et Charlots Connection (Jean Couturier, 1984).
Au milieu des années 1980, alors que leurs films ne rencontrent plus autant de succès, Antenne 2 leur propose d'animer l'émission de variétés Demain c'est dimanche avec Désirée Nosbusch. Produite par Gérard Louvin et diffusée le samedi soir en remplacement de Champs-Élysées, l'émission durera 4 mois (de septembre à décembre 1985) et ne comportera que 9 numéros. Elle permet néanmoins à Gérard Rinaldi de se voir offrir des opportunités, dans le doublage et à la télévision, l'incitant à entamer une carrière en solo. Rinaldi devient ainsi le comédien principal de la série à succès Marc et Sophie en 1987. En 1988, « Les Problèmes » (Jean, Phil, Luis et Donald) se reforment le temps d'une série de concerts à l'Olympia pour accompagner à nouveau Antoine, vingt ans après. Les Charlots sont désormais composés de Richard Bonnot, Gérard Filippelli et Jean Sarrus.
À la fin des années 1980, Christian Ardan accepte de payer Jean Sarrus pour écrire un scénario de film sans rapport avec les Charlots, La Guerre du rock. Le producteur se désintéresse du projet et s'enquiert régulièrement auprès de Sarrus des rapports entre les membres du groupe : Ardan lui propose finalement de réunir les Charlots dans un nouveau film, lui offrant de plus le poste de réalisateur. N'ayant plus de contact avec Gérard Rinaldi depuis la rupture de 1986, Jean Sarrus décide à contrecœur de ne pas le contacter pour ce film, en étant conscient qu'il se prive d'un élément marquant. Il peine à écrire, d'autant plus qu'il anticipe le possible insuccès du film, et se voit aider par Richard Balducci. Le film rassemble comme Charlots : Richard Bonnot, Phil et Jean Sarrus, ainsi que Luis Rego, le retour de ce Charlot historique devant rassurer face à l'absence de Rinaldi. Ils sont entourés du clown américain Jango Edwards, et des humoristes Guy Montagné et Gustave Parking. À Lisbonne pour les repérages, Jean Sarrus y a retrouvé par hasard Christian Fechner (tournant La Gamine), qu'il n'avait pas revu depuis 1975. Sorti en juin 1992, Le Retour des Charlots, voué à l'échec, est un « bide » retentissant, passant totalement inaperçu,, avec seulement 15 883 entrées. Le trio restant des Charlots se sépare en 1997.
Leur lent déclin de la fin des années 1980 aux années 1990, laisse dans l'esprit du public l'image d'un groupe qui semble toujours avoir été « ringard », effaçant leur popularité réelle des années 1960 et 1970, où ils étaient considérés comme subversifs et à la mode, représentants d'une certaine jeunesse. Cependant, de son côté, avec son frère producteur, Jean-Guy Fechner constate l'amour de nouvelles générations de comiques pour la bande : « On a travaillé avec Les Nuls, Le Splendid, Les Inconnus, Éric et Ramzy, Omar et Fred, etc., et tous me disaient connaître les films et les chansons des Charlots par cœur. Pour eux, nous avons été aussi la preuve qu'être en groupe était une force ».

### Retours nostalgiques et reformations
En 1998, Jean Sarrus, Phil et Gérard Rinaldi reprennent contact pour mener une action judiciaire envers les producteurs du film Les Charlots contre Dracula, pour lequel ils ne touchent aucun droit, bien qu'étant à la fois interprètes et scénaristes. Réconciliés, Sarrus et Rinaldi entament un projet de documentaire sur les Charlots pour la télévision, intitulé Les Charlots sont ils vraiment cons ou font-ils semblant ?, fondé sur les archives de l'INA, recensant plus de cinq cents passages télévisés. Grâce à l'affaire judiciaire, Sarrus et Rinaldi ont renoué des liens amicaux. Désireux de reformer les Charlots, Sarrus lui propose de remonter sur scène ensemble mais Rinaldi refuse. Il considère que les Charlots, s'ils étaient pertinents dans leurs rôles de « jeunes cons » à l'époque, sembleraient désormais totalement dépassés au début des années 2000. Sarrus pensait écrire de nouveaux sketchs et chansons sur leur génération, adaptés au monde d'alors, et s'avère déçu de la réponse de Rinaldi. En compensation, il écrit un livre retraçant l'épopée du groupe, 100% Charlots, paru en 2004, dont Rinaldi écrit la préface. Rinaldi est le seul du groupe à accepter d'apparaître avec Sarrus pour la promotion du livre dans les médias. Seuls CaueTivi, Les Grosses Têtes et Patrick Sébastien les reçoivent, toutes les autres émissions réclamant les Charlots au complet ou rien.

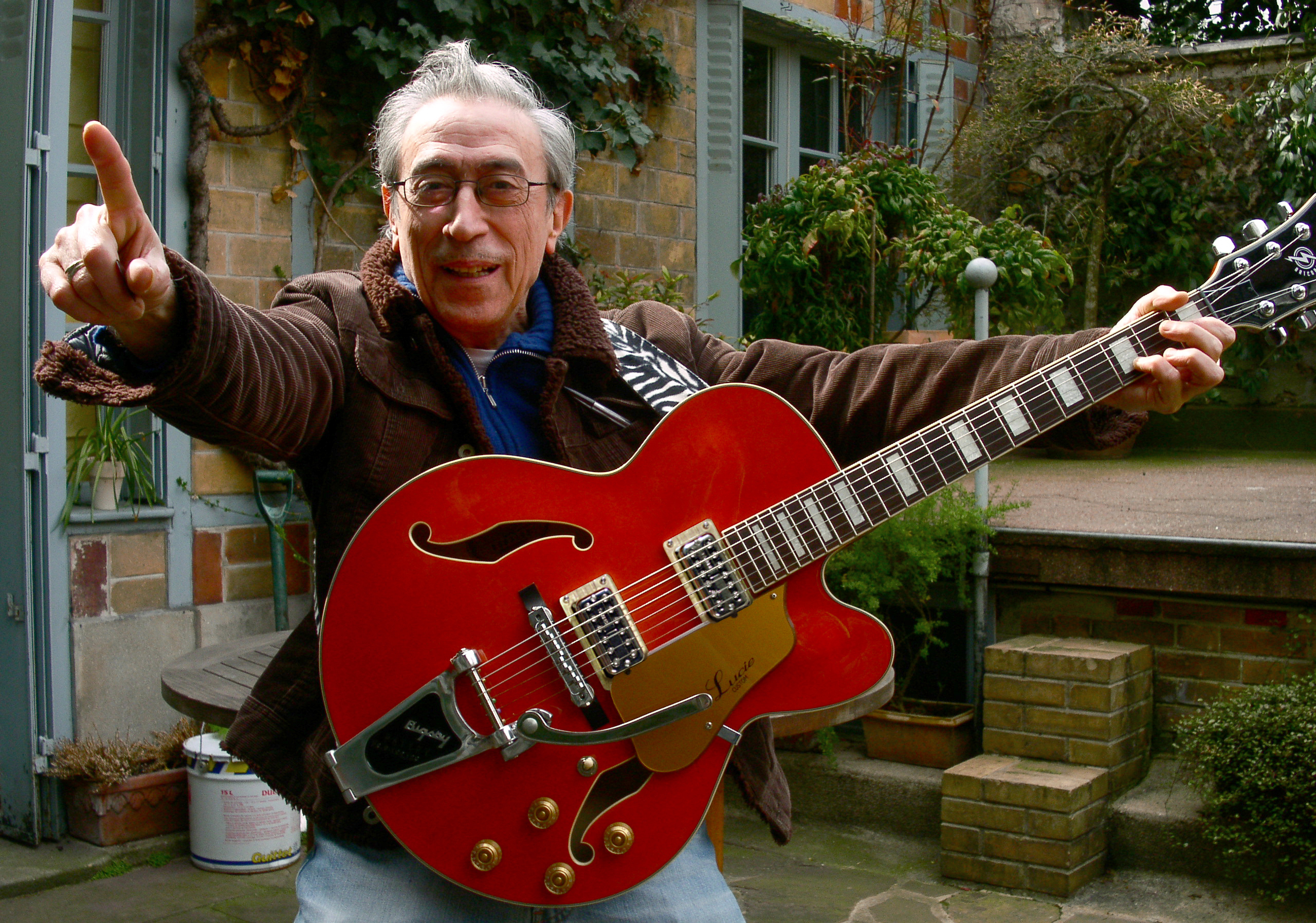
Luis Rego en 2006.

Finalement, Rinaldi et Sarrus se réunissent en duo pour réenregistrer leurs tubes des Charlots, donnant le disque Les Charlots 2008,,. S'imaginant ce que le groupe aurait chanté à cette époque s'ils ne s'étaient pas séparés, ils écrivent quelques chansons sur les styles musicaux à la mode, dont le slam T'as les sixties, sur les gens de leur âge. Gérard Rinaldi considère néanmoins qu'ils n'ont pas « reformé le groupe du tout ! (…) On ne peut pas dire que les Charlots se soient reformés, on a décidé de retravailler à deux pour évoquer les Charlots, c'est différent ». Le 6 avril 2008, les membres du groupe — Gérard Rinaldi, Gérard Filippelli, Jean Sarrus, Jean-Guy Fechner et Luis Rego — sont les invités de Michel Drucker dans son émission télévisée Vivement dimanche. Entre 2009 et 2011, Rinaldi et Sarrus reforment les Charlots sur scène en duo à l'occasion de la tournée Âge tendre et têtes de bois. Leur dernière apparition à deux a lieu le 25 juin 2011 dans l'émission de Patrick Sébastien Les Années bonheur. Gérard Rinaldi meurt le 2 mars 2012 à l’hôpital de Briis-sous-Forges (Essonne), d’un cancer, à l'âge de 69 ans. Gérard Filippelli, qui devait réintégrer le groupe, décidera finalement de jeter l'éponge et ne participera donc pas au retour des Charlots, estimant que ceux-ci n'avaient plus aucune raison d'exister sans la présence du meneur emblématique Rinaldi. Sarrus et Rinaldi planchaient aussi sur un éventuel retour au cinéma.
Au milieu des années 2010, Jean Sarrus monte le seul en scène 100% Charlots, tiré de l'histoire des Charlots et mêlé de chansons,,. En 2012, il publie un nouveau livre sur le groupe et sa vie, Définitivement Charlots. La popularité des Charlots est également entretenue par les fans. Le jeune documentariste amateur Maxime Delavant réalise des interviews des Charlots et de ceux qui les ont côtoyés, compilés notamment dans le film Les Charlots intime. En février 2013, grâce à l'admirateur belge Thierry Hulsbosch, un festival consacré aux Charlots a lieu pendant trois jours à Trazegnies en Belgique (où ils s'étaient produits en concert en 1968), avec une exposition et des projections de films en présence de Jean Sarrus, Jean-Guy Fechner et Richard Bonnot, ainsi que de Ginette Rinaldi, la veuve de Gérard.

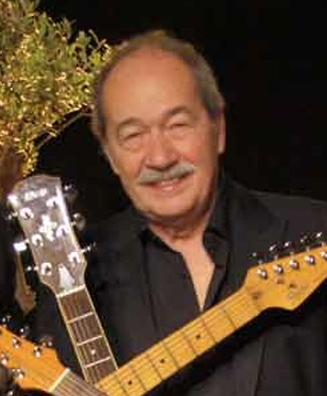
Jean Sarrus en 2017.

En avril 2014, lors du second festival de Trazegnies, Jean Sarrus, Jean-Guy Fechner et Richard Bonnot remontent sur scène le temps d'une seule et unique représentation, avec le groupe parodique belge Les Gauff'. Sarrus, Fechner et Bonnot, motivés par cette expérience, annoncent officiellement le retour des Charlots pour plusieurs concerts, à l'approche des cinquante ans de carrière du groupe. De ce fait, cette reformation repose sur une formation inédite, car Jean-Guy Fechner et Richard Bonnot n'ont jamais fait partie du groupe ensemble. Ils donnent leur premier concert le 26 septembre 2015 au Festival Génération 80/90, à Marbehan, en Belgique. Une tournée est ensuite programmée, de Mondorf-les-Bains en mai 2016 aux Francofolies de Spa en juillet 2016,. Afin de marquer le cinquantième anniversaire sort le single Charlots Forever en 2016, chanté par Jean. Ils passent également par le festival du rire de Rochefort, en Belgique, en mai 2017 (leur troisième passage, après 1984 et 1991). En 2019, toujours actifs, ils sont passés par Saint-Quentin, en France, et à Liège, en Belgique.
Au début des années 2020, Sarrus monte un nouveau seul en scène, Le Charlot fait son cinéma, et poursuit les Charlots avec Fechner et Bonnot, notamment en préparant un nouvel album et une pièce de théâtre,. La pandémie de Covid-19 contraint d'abandonner l'idée de jouer La Grande blanchisserie au théâtre et le scénario est adapté en bande dessinée, sortie en mars 2021. Le 30 mars 2021, Gérard Filippelli meurt à son tour, d'un cancer, à l'hôpital d'Argenteuil, dans le Val-d'Oise, à l'âge de 78 ans,. Il ne participait plus aux reformations des Charlots mais retrouvait parfois Luis Rego pour des bœufs.
Les Charlots sortent un nouvel album de dix chansons, Y'a pas d'âge pour…, en 2023. En décembre de la même année, encore à l'initiative de Hulsbosch, une troisième édition du festival consacré au groupe a lieu à Courcelles : le trio Sarrus-Fechner-Bonnot donne l'ultime concert des Charlots, chantant d'anciens titres et ceux du dernier album. Au printemps 2024, Sarrus et Fechner sont les invités du festival CineComedies de Lens pour une projection des Fous du stade (1972), en cette année de Jeux olympiques. Déjà affaibli par un AVC depuis 2022, Jean Sarrus, point de convergence de toutes les itérations des Charlots depuis plus de soixante ans, meurt le 19 février 2025 à son domicile de Blesle (Haute-Loire), à l'âge de 79 ans,.

## Membres

### Membres actuels
- Jean-Guy Fechner (1966-1976, depuis 2014)
- Richard Bonnot (1987-1997, depuis 2014)

### Anciens membres
- (†) Jean Sarrus (1965-1997, 2007-2011, 2014-2025)
- (†) Gérard Rinaldi (1965-1986, 2007-2011)
- (†) Gérard Filippelli (1965-1997)
- Luis Rego (1965-1971, 1983, 1992)
- (†) Jacques Dautriche (1966)
- William Olivier (1965-1966)
- (†) Donald Rieubon (1965-1966, 1988)

## Discographie

### Albums studio
- 1966 : Antoine rencontre Les Problèmes (réédité en 1995)
- 1967 : Charlow-up : Paulette la reine des paupiettes - Si tous les hippies avaient des clochettes - Mange ta soupe Herman - J'ai oublié bon bouchoir - Gros bébé (Touch mabadah cebonot bichidi) - Viens bobonne - Berry Blues - Les Nouilles - Necro Bossa - Dors mon petit bébé - Hey Max - Albert (ou la Triste et Lamentable Histoire d’un contractuel dont la vie exemplaire est toujours le modèle de cette édifiante corporation)
- 1968 : Caf'Conc'Charlots : La Route de Pennzac - Le Sheik - La Rodeuse de barrière - Le Mistingo - Sur la commode - Les Jardins de l'Alhambra - Le Trompette en bois - Dur de la feuille - Tu finiras sur les planches - Il m'a vu nue - Sors d'ici
- 1969 : Les Charlots chantent Boris Vian : On n'est pas là pour se faire engueuler - L'Âme slave - La Java des bombes atomiques - J'suis snob - Le Cinématographe - La Malédiction des balais - Fais-moi mal, Johnny - Une bonne paire de claques dans la gueule - Les Chaussettes à clous - Je bois - Comme un pinson - Bourrée de complexes
- 1971 : Charlotissimo : Ouvre la f'nêtre - Un gros bouddha - Mineur de fond - Le Trou de mon quai - Les Gardiens de phare - Si tous les cocus - Les 80 Chasseurs - Les Pommes de terre - Son voile qui volait - Le Zipholo - Parle-moi en patois - Le Forgeron
- 1971 : Charloteries : Merci Patron - Derrière chez moi - Berrystock - Je m'énerve - Hibi diali - Ça vaut pas le coup de fumer du haschich - Sois érotique - Rock à la Marie - C'est la fin de l'été - Gustine oh! Gustine - Je suis trop beau - Je chante en attendant que ça sèche
- 1972 : En vadrouille : Ah ! Les fraises et les framboises - Oui ! Nous n’avons pas d’bananes (Yes we have no bananas) - Un miracle - Sonnerie (pour soldats très pressés) - On est quatre - Sonnerie (pour soldats pressés) - Quand Zézette zozotte - Cach’ ton piano - Sous les bananiers - L’Accordéoni - Sonnerie (pour soldats nonchalants) - La Soupe et l’Bœuf - Sonnerie (pour soldats très nonchalants) - Tu sens la menthe - Quand Charlot joue du saxophone
- 1973 : Au pays des pesetas et d'autres aventures : Au pays des pesetas (du film Les Charlots font l'Espagne) - J'ai oublié bon bouchoir - Gros Bébé (Touch mabadah cebonot bichidi) - Aspirine Tango - Les Plaies-bois - Histoire drôle (du film Les Charlots font l'Espagne) - L'Allumeuse de vrais berbères - Il était une fois dans le Sud - Rock à la Marie - Je m'énerve - La Java des chaussettes à clous - Au pas cadencé (du film Les Bidasses en folie)
- 1975 : Ce soir j'attends Valéry / Alors… raconte “Le Dîner du President” : Alors… raconte “Le Dîner du President” - J'bois plus d'eau - J'irai revoir ma Normandie - La Ballade des valets (du film Les Quatre Charlots mousquetaires) - Paroles, paroles, joli motard - J'ai mon plan - Ce soir j'attends Valéry (d'après Madeleine) - Le Chou farci - Youpi, c'est la vie - La Ballade de Constance (du film À nous quatre, Cardinal ! avec Josephine Chaplin) - Mon ami tango - Hénin-Liétard
- 1976 : Nouvelle Cuvée : La Biguine au biniou - L'Embrayage - Y vaut mieux être pauvre - Y'en a pas deux comme toi - Si tant beaucoup loin - C'est dur la vie - Ma mère - Les Aubergines - La Reine du flipper - Ivrognerie - Chère Ménie - Mystère et Gris-gris
- 1977 : Et ta sœur : Vive le pinard - Quand les andouilles voleront - Le Tango stupéfiant - L’Hilarité céleste - Viens dans mon gourbi - Aux p’tits oignons - La Jambe de bois - La Mise en bouteille - Et ta sœur - Maigrir - Roule roule - La Valse des mouches
- 1983 : C'est trop… c'est trop ! : Yodoloï - L'Apérobic - T'es à l'usine, Eugène (Confidence sur le reggae) - L'Abbé rock - L'Islam classé X - C'est trop… c'est trop ! - Moi envie de faire tee-pee - Reflexions napoléoniennes sur un objet usuel de la vie en exil (La Table) - Chagrin d'labour
- 1985 : Fesse en rut majeur : les Charlots interdits : Ah ! viens ! (avec la participation de Nicole Croisille alias Debbie Stoockett) - Suce ma pine - Staphylocoque Blues - La P'tite Branlette - Neurochimie mon amour (Coït à Tokyo) - Le Grand Vicaire (paroles inédites de Georges Brassens)) (réédité sur CD en 2008 avec des titres bonus : Le Gosse pèle (inédit) - La Méthode à Mimille (inédit) - J'ai dû fumer une merguez (inédit) - Histoire merveilleuse - Sois érotique - L'Islam classé X
- 1986 : Parod'Hit Parade : Toot toot première fois - Tout doucement dans les dents - Il est plein - Station Barbès - La Bouche camembert - Chagrin d'labour (le dernier titre devait être Demain, on va voter, une parodie de La Compagnie créole. Le producteur de ce groupe ayant refusé d'accorder son autorisation cette parodie fut remplacée par Chagrin d'labour, sorti en single en 1982, et reste à ce jour inédite.[réf. nécessaire])
- 2008 : Les Charlots 2008 (CD 2 titres avec 11 bonus) : T'as les sixties - Le Blues du fumeur + nouvelles versions de Paulette la reine des paupiettes - Merci patron - L'Apérobic - Berry blues - La Biguine au biniou - C'est trop…c'est trop ! - Chagrin d'labour - Le Chou farci - Albert - Sois érotique - Au pays des pésétas
- 2023 : Y'a pas d'âge pour... (Un nouvel album en août 2023) Avec 10 titres. : Quand t'as des gazs - L'amour avé la terre - Y'a pas d'âge pour être amoureux - Temps pourri - Au camping Pescadou - T'as les sixties - Le dérèglement climatique - PapyBoomer - Télétravail - Le Loto.

### Albums live
- 1967 : Les Charlots à l'Olympia : Les Plaies-bois - Les Chacha typiques - Cet été, c'était toi - Charlots pub's - Elle avait du poil au ventre - Je dis n'importe quoi, je fais tout ce qu’on me dit - Marcel is back ou le Retour de Marcel - L'Amour avec toé - Sous les drapeaux - Der Noël von Scharlots - Relax - Elle a gagné le yoyo en bois du Japon avec la ficelle du même métal
- 1969 : Il Etait Une Fois à l'Olympia : Introduction - Elle A Gagné Le Yoyo En Bois Du Japon Avec La Ficelle Du Même Métal - Der Noël Von Scharlots - Saint-Rock - New Charlots Pub's - Il était une fois dans le Sud - Niaiseries - Sois Erotique - Paulette La Reine Des Paupiettes - Berry Blues
- 1972 : Les Charlots - Olympia 72 : Introduction: Charlolympia - Derrière chez moi - Merci patron - Elle avait du poil au ventre - Si tu n'veux pas payer d'impôts... cach'ton piano - Der Noël von Scharlots - L'Allumeuse de vrais Berbères - Charlots pub's 72 - La Route de Pennzac - Sois érotique - L'histoire de la chanson d'été - Cet été c'était toi - Paulette, la reine des paupiettes - Berry blues - Merci Patron

### EP et singles
- 1965 : Je ne vois rien / Il suffirait d’un rien / Si c’est la nuit / Passe ton chemin (Les Problèmes)
- 1966 : Ballade à Luis Rego, prisonnier politique / Pop jerk / On s’en fout / Pas adieu  (Les Problèmes)
- 1966 : Je dis ce que je pense et je vis comme je veux (Antoine) / Contre-élucubrations problématiques (avec Antoine) / Ce monde existe / Dodécaphonie (Les Problèmes)
- 1966 : Je dis n’importe quoi, je fais tout ce qu’on me dit / Quand je pense à toi / Psychose (toujours) / Pas de problèmes
- 1966 : Aventures à la télévision : Elle a gagné le yoyo en bois du Japon avec la ficelle du même métal / Charlots pub’s / Der Noël von Scharlots / Elle avait du poil au ventre
- 1967 : Les Plaies-bois / Les Cha cha typiques / Cet été c'était toi / L'Amour avec toé
- 1967 : Hey Max / Mange ta soupe Herman / Gros bébé (Touch mabadah cébonot bichidi) / Albert (ou la Triste et Lamentable Histoire d’un contractuel dont la vie exemplaire est toujours le modèle de cette édifiante corporation)
- 1967 : Paulette la reine des paupiettes / Si tous les hippies avaient des clochettes / J'ai oublié bon bouchoir / Les Nouilles
- 1967 : Berry Blues / Viens Bobonne / TVA TVA (À moi d'payer) / Necro-bossa
- 1968 : Je chante en attendant que ça sèche / Say what I say / Je suis trop beau / Y'a plus d'vodka
- 1968 : Je m'énerve / Aspirine Tango / Le Clown (Je deviendrai roi) / Gustine oh ! Gustine
- 1968 : Sur la route de Pen'zac / Le Sheik / Le Trompette en bois / Il m'a vu nue
- 1968 : Tu finiras sur les planches / Sur la commode / Dure de la feuille / Les Jardins de l'Alhambra
- 1968 : Les disques d'or de la chanson : Je dis n’importe quoi, je fais tout ce qu’on me dit / Cet été, c’était toi / Paulette, la reine des paupiettes / Hey, Max
- 1969 : Les Charlots chantent Boris Vian : Fais-moi mal Johnny / On n'est pas là pour se faire engueuler / Le Cinématographe / La Java des chaussettes à clous
- 1969 : Les Charlots chantent Boris Vian : J'suis snob / L'Ame slave
- 1969 : Le Pauvre Mec / Saint-Rock
- 1969 : Il était une fois dans le Sud (Luis Rego, Gérard Rinaldi) / Rock à la Marie (Luis Rego, Gérard Rinaldi) (45 tours Vogue V.45.1689)
- 1970 : Derrière chez moi / C'est la fin de l'été
- 1970 : Sois érotique / Hbibi Diali (Maroquineries)
- 1971 : Merci Patron / Berrystock
- 1971 : Ouvre la f’nêtre / Les Gardiens de phare
- 1971 : L'Allumeuse de vrais berbères / Au pas cadencé
- 1972 : Ah ! les fraises et les framboises / Sous les bananiers
- 1972 : Au pays des pesetas / Histoire drôle (du film Les Charlots font l'Espagne)
- 1972 : Si tu n'veux pas payer d'impôts... cach' ton piano (reprise d'une chanson de 1921, Cach' ton piano d'Albert Willemetz et Maurice Yvain, chanté notamment par Alexandre Dréan, puis Dranem) / Tu sens la menthe
- 1972 : Les Bravos de la chanson : Paulette, la reine des paupiettes / Derrière chez moi
- 1973 : Music-boutique / J'irai revoir la Normandie
- 1973 : Paroles, paroles, joli motard / Hénin-Liétard
- 1973 : Youpi, c’est la vie / J’ai mon plan
- 1974 : La Marche des Mousquetaires / La Ballade des valets (du film Les Quatre Charlots mousquetaires)
- 1974 : La Ballade de Constance (avec Josephine Chaplin) / Mon ami Tango (du film À nous quatre, Cardinal)
- 1974 : Le Chou farci / J'bois plus d'eau
- 1975 : Ce soir j'attends Valéry / Alors… raconte
- 1976 : From Hong Kong with love / Georges Super Star, chanté par Mickey Rooney (du film Bons baisers de Hong Kong)
- 1976 : Les Colorants / M. le percepteur
- 1976 : La Biguine au biniou / Y'en a pas deux comme toi
- 1977 : Histoire merveilleuse / Touch mabadah cébonot bichidi (Gros bébé) (le titre Histoire merveilleuse est graphié entre parenthèses sur la pochette du 45 tours)
- 1977 : Thème d'Omar / Et vive la liberté ! (du film Et vive la liberté)
- 1978 : Rio / En Amérique
- 1979 : Ouille, ça fait mal / À l'ANPE
- 1981 : T'es à l'usine, Eugène (Confidence sur le reggae) / Moi envie de faire tee-pee
- 1982 : Chagrin d'labour / L'Islam classé X
- 1983 : C'est trop… c'est trop ! / L'Abbé rock
- 1983 : L'Apérobic / Réflexions napoléoniennes sur un objet usuel de la vie en exil (La Table)
- 1984 : Yodoloï / Le Grand Cacatoes des Indes
- 1984 : Vamos a trabajar / Ça boogie-woogait
- 1985 : Ah ! viens ! (avec la participation de Nicole Croisille alias Debbie Stoockett) / Neurochimie mon amour (Coït à Tokyo)
- 1986 : Toot toot première fois / Station Barbès
- 1988 : Antoine retrouve Les Problèmes (Qu'est-ce qui ne tourne pas rond ? / Élucubrations 88)
- 1988 : Pour pas qu'l'amour capote (45 tours en vente exclusive en pharmacie pour la lutte contre le SIDA. La face B est consacrée au professeur Chermann, codécouvreur du virus VIH.)
- 1991 : La Pétanque / La Pétanque (instrumental)
- 2008 : T'as les sixties / Le Blues du fumeur / Sonnez les trompettes
- 2015 : Charlots Forever (titre spécial composé par Alain Turban et chanté par Jean Sarrus pour célébrer les 50 ans des Charlots, non sorti officiellement[réf. nécessaire])

### Compilations
- 1967 : Chansons
- 1972 : Les Grands Succès (Greatest Hits)
- 1973 : 12 succès des Charlots
- 1974 : 12 chansons + 4
- 1977 : Histoire merveilleuse
- 1977 : Le Double Disque d'or des Charlots
- 1984 : Nouvelle Édition
- 1984 : Programme plus
- 1994 : Tout doit disparaitre ! Les Bons Morceaux
- 1999 : Les Charlots, anthologie vol. 1
- 2000 : Les Charlots, anthologie vol. 2
- 2003 : Les Essentiels
- 2006 : Paulette, la reine des paupiettes
- 2011 : Les Charlots, l'essentiel, 2CD (versions originales modernisées avec la participation de Sylvie Loeillet et Herbert Léonard)
- 2012 : Les Charlots, Best Of, 3CD (versions originales modernisées avec la participation de Sylvie Loeillet et Herbert Léonard)
- 2014 : Bézu et les Charlots, Les Rois de la fête, 1CD + 1CD de Bezu (versions originales modernisées avec la participation de Sylvie Loeillet et Herbert Léonard)
- 2015 : Bézu et les Charlots, Les Chansons paillardes interdites, 1CD + 1CD de Bezu (versions originales modernisées avec la participation de Sylvie Loeillet et Herbert Léonard)
- 2016 : Le Very maxi meilleur de la crème du top, 2CD + un CD de chansons festives chantées par Jean Sarrus (versions originales modernisées avec la participation de Sylvie Loeillet et Herbert Léonard)

### Captation
- 1984 : 4e festival du rire de Rochefort, best-of de leurs chansons sur scène[50]

### Collaborations
- 1966 : Comme le vent par Christine Delaroche, inédit des Problèmes signé Rinaldi et Sarrus
- 1967 : Des garçons faciles, 45 tours de Clothilde, autre artiste enregistrant pour les disques Vogue.
- 1970 : Je t’aime…normal et Super-Gangsters par Jean et Janet (Jean Sarrus et Janet Woollacott) ; les deux titres sont signès Rinaldi et Filippelli.
- 1970 : le 11 janvier 1970 dans l'émission Un incertain sourire sur la 2e chaine de l'ORTF, les Charlots interprètent 2 chansons inédites : La Complainte de Peruggia et Elle est retrouvée, la Joconde (émission rediffusée sur la chaîne Melody en août 2017.)
- 1973 : La Révolution française de Claude-Michel Schönberg) : Serment de Talleyrand (12 juillet 1789) et Fête de la Fédération (Talleyrand)
- 2011 : sur la compilation Et maintenant… quelque chose de différent se trouve une version de Le Chou farci interprétée sur scène par les Charlots et Eddy Mitchell

### Ventes de disques
Les Charlots obtiennent de grands succès discographiques des années 1960 au début des années 1980. Les statistiques de l'époque demeurent incertaines. Ils seraient parvenus à placer deux titres dans le top 10 du hit-parade hebdomadaire, dont Paulette deux fois de suite en janvier 1968,. Le single L'Apérobic en 1983 se serait écoulé à plus de 250 000 exemplaires, Jean Sarrus citant le chiffre de 496 000. Les singles Paulette en 1967, Si tu n'veux pas payer d'impôts… cach' ton piano en 1972, Chagrin d'labour en 1982 et C'est trop, c'est trop en 1984 dépassent chacun les 150 000 ventes,,,. Paulette obtient un disque d'or,. Merci patron en 1971 et Au pays des pesetas en 1973 représentent chacun plus de 100 000 disques vendus, Le pauvre mec en 1969 et Sois érotique en 1970 enregistrent chacun plus de 75 000 ventes,. D'autres 45 tours sont vendus à plus de 50 000 unités : Hey Max en 1967, ceux de Je chante en attendant que ça sèche, Je m'énerve et Sur la route de Pen'zac en 1968 puis Je m'énerve en 1969.
Quant aux albums, Olympia 72 et Ce soir j'attends Valéry en 1975 s'écoulent à 75 000 exemplaires, Caf'Conc'Charlots en 1968 à 71 800, Charlow Up en 1968 à 55 100 et À L'Olympia en 1967 à 34 500. Les albums Et ta sœur en 1977, Double disque d'or en 1976, Charlotissimo et Charlotteries en 1971, Au Pays Des Pesetas et En Vadrouille en 1972, Nouvelle Cuvée en 1976 sont vendus au-delà de 25 000 unités. Selon InfoDisc, les Charlots auraient vendu en France 1 608 900 disques, dont 1 122 000 singles et 486 900 albums, faisant ainsi partie des cinq cents artistes les plus achetés de tous les temps dans le pays.

## Filmographie
- 1970 : La Grande Java de Philippe Clair
- 1971 : Les Bidasses en folie de Claude Zidi
- 1972 : Les Fous du stade de Claude Zidi
- 1972 : Les Charlots font l'Espagne de Jean Girault - prix Mack-Sennett 1972
- 1973 : Le Grand Bazar de Claude Zidi
- 1974 : Les Quatre Charlots mousquetaires d'André Hunebelle
- 1974 : À nous quatre, Cardinal ! d'André Hunebelle (suite du film précédent)
- 1974 : Les Bidasses s'en vont en guerre de Claude Zidi
- 1975 : Bons baisers de Hong Kong d'Yvan Chiffre
- 1978 : Et vive la liberté ! de Serge Korber
- 1979 : Les Charlots en délire d'Alain Basnier
- 1980 : Les Charlots contre Dracula de Jean-Pierre Desagnat
- 1983 : Le Retour des bidasses en folie de Michel Vocoret
- 1984 : Charlots Connection de Jean Couturier
- 1992 : Le Retour des Charlots de Jean Sarrus

Mis à part Gérard Filippelli (Phil), les Charlots gardent leurs prénoms dans tous leurs films, sauf dans le diptyque Les Quatre Charlots mousquetaires / À nous quatre, Cardinal ! où ils jouent les valets des mousquetaires et prennent les noms de leurs personnages. Dans La Grande Java de Philippe Clair, seul Gérard Rinaldi ne s'appelle pas Gérard mais Philippot, le fiancé de la fille de Kouglof (jouée par Corinne Le Poulain).
Gérard Filippelli et Jean Sarrus ont joué dans l'intégralité des films des Charlots. Gérard Rinaldi a joué dans tous les films des Charlots, sauf dans le dernier, Le Retour des Charlots, où il est remplacé par Richard Bonnot. Jean-Guy Fechner a joué dans neuf films des Charlots, de La Grande Java à Bons baisers de Hong Kong. Luis Rego a joué dans quatre films des Charlots : La Grande Java, Les Bidasses en folie, Le Retour des bidasses en folie et Le Retour des Charlots.

### Rééditions DVD et Blu-ray
DVD :
- Les Bidasses s’en vont en guerre (7 octobre 2002) StudioCanal
- Bons baisers de Hong-Kong (7 octobre 2002) StudioCanal
- Les Quatre Charlots mousquetaires (28 avril 2003) StudioCanal
- Coffret 4 DVD : Les Bidasses s’en vont en guerre + Le Grand Bazar + Les Quatre Charlots mousquetaires + Bons baisers de Hong-Kong (4 octobre 2004 et 13 octobre 2009) StudioCanal
- Les Bidasses en folie (9 mars 2005 et 23 novembre 2006), comporte un documentaire de 45 minutes intitulé : La Douce Folie des bidasses (opening)
- Charlots Connection (20 octobre 2005) (One Plus One)
- Le Retour des Charlots (20 octobre 2005) (One Plus One)
- Le retour des bidasses en folie (20 octobre 2005) (One Plus One)
- Coffret 3 DVD : Charlots Connection + Le Retour des Charlots + Le Retour des bidasses en folie (23 mars 2006, 15 octobre 2007, 25 octobre 2011) (One Plus One)
- Coffret 2 DVD : Charlots Connection + Le retour des bidasses en folie (25 mai 2006) (One Plus One)
- À nous quatre, Cardinal ! en version originale française et en allemand, distribution ZYX Music GmbH & Co.KG (Allemagne), (22 janvier 2010)
- Le Grand Bazar (28 avril 2003 et 21 janvier 2014) StudioCanal
- Coffret 4 DVD : Les Fous du stade + Les Charlots font l'Espagne + Les Charlots en délire + Les Charlots contre Dracula (30 septembre 2020) (TF1 Vidéo)
- Le Meilleur des Charlots (mars 2021) : DVD best of de 120 minutes, Les Charlots à la télévision dans diverses émissions (Marianne Mélodie)
- Les Bidasses en folie (22 septembre 2021) Sans les bonus et non remastérisé. Le documentaire de 45 minutes La Douce Folie des bidasses n'est pas présent dans cette édition DVD (Gaumont)

Blu-ray :
- Le Grand Bazar :  le 16 mars 2023 Chez StudioCanal
- Les Bidasses en folie : le 4 septembre 2024 Chez StudioCanal
- La Grande Java : le 5 novembre 2024 Chez Arcadès

- Film inédit en video : Et vive la liberté (1977).

### Apparitions
- 1973 : Je sais rien, mais je dirai tout de et avec Pierre Richard (Luis Rego dans tout le film, les autres 20 secondes en bidasses à 78 min du film)
- 1975 : Trop c'est trop de Didier Kaminka (Les Charlots y font une petite apparition en ouvriers d'usine. Inédit en DVD)

### Projets non aboutis
- 1971 : La Grande Maffia de Philippe Clair : scénario refusé par les Charlots qui seront remplacés par les Tontos (avec Aldo Maccione)
- 1975 : Merci Patron de Jean Girault ou Claude Zidi : projet abandonné à la suite des ennuis de santé de Louis de Funès
- 1976 : Charlots Charlottes de Bertrand Blier : scénario acheté puis détruit par leur producteur Christian Fechner
- 1976 : Les Charlots au Far West de Claude Zidi : projet (avec John Wayne aux États-Unis) abandonné à la suite de la séparation entre les Charlots et Christian Fechner
- 1977 : Les Charlots dans l'espace de Guy Lux[66]
- 1978 : Les Bidasses en vadrouille de Michel Ardan : scénario refusé par les Charlots remplacés par les Martin Circus
- 1980 : scénario[Lequel ?] de Jean-Jacques Beineix refusé par les Charlots
- 1985 : Les Rois du gag de Claude Zidi : le film n' a pas pu être tourné avec les Charlots pour cause de non disponibilité ; ils ont été remplacés  par Gérard Jugnot et Thierry Lhermitte
- 1985 : Les Rois de la resquille de Bernard Launois
- 1985 : Les Charlots à l’Élysée[67]
- 2012 : Le Grand Bazar 2 : La suite 40 ans après d'un magasin de motos devant chez eux. Film annulé à la suite du décès de Gérard Rinaldi[réf. nécessaire]

### Box-office
| Titre                             | Réalisateur          | Année | Nb. d'entrées France |
| --------------------------------- | -------------------- | ----- | -------------------- |
| La Grande Java                    | Philippe Clair       | 1970  | 3 385 636            |
| Les Bidasses en folie             | Claude Zidi          | 1971  | 7 460 911            |
| Les Fous du stade                 | Claude Zidi          | 1972  | 5 744 270            |
| Les Charlots font l'Espagne       | Jean Girault         | 1972  | 4 162 897            |
| Le Grand Bazar                    | Claude Zidi          | 1973  | 3 913 477            |
| Les Quatre Charlots mousquetaires | André Hunebelle      | 1974  | 2 190 139            |
| À nous quatre, Cardinal !         | André Hunebelle      | 1974  | 1 386 200            |
| Les Bidasses s'en vont en guerre  | Claude Zidi          | 1974  | 4 154 509            |
| Bons baisers de Hong Kong         | Yvan Chiffre         | 1975  | 2 859 962            |
| Et vive la liberté !              | Serge Korber         | 1977  | 1 277 646            |
| Les Charlots en délire            | Alain Basnier        | 1979  | 1 103 094            |
| Les Charlots contre Dracula       | Jean-Pierre Desagnat | 1980  | 555 878              |
| Le Retour des bidasses en folie   | Michel Vocoret       | 1983  | 1 106 593            |
| Charlots Connection               | Jean Couturier       | 1984  | 578 239              |
| Le Retour des Charlots            | Jean Sarrus          | 1992  | 15 883               |

Au cumul, les Charlots ont rassemblé au cinéma en France pratiquement 40 millions de spectateurs. Leurs films auraient enregistré environ un milliard d'entrées dans le monde,.
D'après Jean-Guy Fechner, le film Les Fous du stade a totalisé plus de 50 000 000 d'entrées en Inde.

### Animateurs de télévision
- 1968—1971 : Tous en scène sur la deuxième chaîne de l'ORTF (12 émissions)
- 1985 : Demain c'est dimanche sur Antenne 2 (9 émissions de septembre à décembre)
- 1986 : Le 2e Festival de la chanson pour enfants sur TF1 (6 septembre 1986)

### Apparitions télévisées
- 1967—1972 : Télé Dimanche (8 émissions)
- 1966—1981 : Palmarès (8 émissions)
- 1969 : L'Homme qui venait du Cher de Pierre Desfons
- 1970 : Un incertain sourire de Robert Bober
- 1970 : Les Saintes Chéries, épisode « Ève et son premier client » de Jean Becker
- 1971—1973 : Cadet Rousselle (7 émissions)
- 1972—1973 : Midi trente (22 émissions)
- 1972—1974 : Samedi Soir (8 émissions)
- 1975—1976 : Système 2 (6 émissions)
- 1976—1982 : Midi Première (13 émissions)
- 1976—1980 : Les Rendez-vous du dimanche (5 émissions)
- 1978—1981 : Top Club (38 émissions)
- 1983—1986 : L'Académie des neuf (18 émissions)
- 1973—1984 : Cadence 3 (5 émissions)
- 1983—1988 : Champs Élysées (5 émissions)
- 1983—1984 : L'école des fans (2 émissions)
- 1983 : SOS Charlots, court métrage de 54 minutes (Avec une apparition de Pascal Légitimus de 29 à 34 minutes)
- 1984 : Variétoscope (4 émissions)
- 1984-1985 : Carnaval sur TF1 (4 émissions) Patrick Sébastien
- 1984—1986 : Vitamine (5 émissions)
- 1984 : La Bouteille à la mer (5 émissions)
- 1984—1986 : Cocoricocoboy (2 émissions)
- 1986 : Zénith sur Canal+ avec Coluche (3 Février 1986)
- 1986 : Coluche 1 faux sur Canal+ avec Coluche
- 2008 : vivement dimanche, émission de Michel Drucker, Les 5 charlots sont présents

## Théâtre
- 1978-1981 : La Cuisine des anges d'Albert Husson, mise en scène Francis Joffo, théâtre des Célestins puis tournée à travers les pays francophones, en Afrique et en Asie.